# 石买 (越国)
石买（6世纪—前494年），春秋后期越国大臣。
越王勾践刚刚即位时，范蠡前去投奔。石买向勾践诋毁范蠡，于是范蠡居住在楚国、越国之间。文种的推荐下，范蠡才成为越国的大臣。前494年（周敬王二十六年，越王勾践三年，吴王夫差二年），吴王夫差为报父亲阖闾槜李之战兵败的仇恨，率兵讨伐越国。越王勾践派石买为将，在钱塘江与吴军作战。石买虐待士卒、滥杀无辜，导致军心不服，在吴国将领伍子胥的突袭下，越军大败，勾践斩杀石买。